# Glaston
Glaston ist eine finnische Unternehmensgruppe mit Hauptsitz in Helsinki. Das Unternehmen stellt Glasverarbeitungsmaschinen her und bietet damit verbundene Wartungs- und Modernisierungsdienstleistungen für Branchen wie Architektur, Automobil, Solarenergie, Möbel und Haushaltsgeräte an.
Neben Finnland unterhält Glaston auch Produktionsstätten in Deutschland, der Schweiz und China.
Das Unternehmen ist an der Börse notiert und im Index NASDAQ OMX Helsinki Mid Cap gelistet.

## Geschichte

### Hammarén & Co (1870–1940)
Das ursprünglich forstwirtschaftliche Unternehmen wurde 1870 in Kyröskoski gegründet, als Lars Johan Hammarén und Gustaf Oscar Sumelius eine hydroelektrische Baumwollspinnerei in Flussnähe kauften. Das Unternehmen hieß Hammarén & Co. 1872 wurde eine Holzmühle, 1878 eine Papiermühle und 1912 ein Sägewerk errichtet.

### Kyro (1941–2006)
1941 nahm das Unternehmen den Namen O/y Kyro A/b an.
Kyro begann 1981, sich auf Glas zu spezialisieren, nachdem es das Glasindustrieunternehmen Tamglass Oy erworben hatte. Im Jahr 1983 wurde Tamglass mit dem Exportpreis des Präsidenten der Republik ausgezeichnet. Im Jahr 1985 wurde auch Tecnomen Oy, ein Anbieter von Automatisierungs- und Steuerungstechnik, übernommen.
Bis Mitte der 1990er Jahre konzentrierte sich Kyro auf den Verkauf seines forstwirtschaftlichen Geschäfts. Im Juni 1991 erwarb Tamglass HBI Tempering Systems. Das in der Nähe von Philadelphia ansässige Unternehmen stellte Härtungsanlagen für die Glasindustrie her. Mit dieser Übernahme verlagerte Tamglass die Herstellung von Maschinen, die in Nord- und Südamerika vermarktet wurden, in die Vereinigten Staaten. 1992 waren die Hauptprodukte von Kyro Tapeten, Pappe, Holz, Sicherheitsglasmaschinen und Sicherheitsglas. Etwa 75 Prozent des Umsatzes entfielen auf die Holzverarbeitung. Im Juni 1995 erwarb Metsä-Serla die Oy Kyro Wood Ltd, die sich auf die Herstellung von Karton und Papier konzentrierte, und die Oy Kyro Board & Paper Ltd, die ein Sägewerk betrieb. Bei Kyro verblieben das Kraftwerk Kyröskoski, Tecnomen, das auf Telekommunikation und Zugangskontrolltechnik spezialisiert war, Tamglass, das Autoglas und Glasmaschinen herstellte, sowie eine Beteiligung an der in Rauma geplanten Zellstofffabrik Metsä-Rauma. Im Jahr 1996 Kyro erwarb den Schweizer Sicherheitswaffenspezialisten Cattin Machines. Kyro wurde im Juni 1997 an der Börse von Helsinki notiert. Die Gruppe hatte drei Geschäftsbereiche: Tamglass, ein Hersteller von Sicherheitsmaschinen, Tecnomen, ein Spezialist für Funkrufsysteme, und Kyro Power, ein Energieunternehmen.
Im März 2001 wurde die Kyro Plc Abp in zwei Unternehmen aufgespalten, die Kyro Plc Abp und die Tecnomen Holding Plc. Kyro erhielt einen Kapitalgewinn von 40 Millionen Euro aus dem Tecnomen-Börsengang. Ende 2002 gab Kyro bekannt, dass es das italienische Unternehmen Z. Bavelloni, einen italienischen Hersteller von Glasvorbehandlungsmaschinen, und Glaston, ein niederländisches Unternehmen, das Produkte von Z. Bavelloni vertrieb, übernehmen würde. Das Geschäft hatte einen Wert von 66 Millionen Euro. Uniglass Oy wurde von Tampere gekauft. Durch die Fusion von Tamglass und Bavellon entstand Glaston Technologies.

### Glaston (2007–2019)
Im Februar 2007 gab Kyro bekannt, dass es seinen Namen in Glaston ändern würde, da Glaston seit 2003 das Hauptgeschäft des Unternehmens gewesen war. Außerdem behielt das Unternehmen die Marken Tamglass und Bavellon bei. Das Unternehmen hatte beschlossen, sein anderes Geschäftsfeld, die Energieerzeugung, aufzugeben. Das Kyro-Kraftwerk wurde im Sommer an M-Real verkauft.
Im Oktober 2012 wurde bekannt gegeben, dass Glaston seinen Geschäftsbereich Software Solutions verkaufen würde, der 2007 mit der Übernahme der Albat + Wirsam Software Group durch Glaston entstanden war.
Im August 2014 erwarb Glaston die geistigen Eigentumsrechte an den Produkten des finnischen Unternehmens Glassrobots.
Im Juni 2017 wurde Ahlström Capital zum größten Anteilseigner von Glaston, nachdem das Unternehmen die zuvor von G. W. Sohlberg gehaltenen Anteile erworben hatte.
Im Januar 2019 gab Glaston die Übernahme des deutsch-schweizerischen Glasverarbeitungsunternehmens Bystronic Maschinen AG und der Bystronic Lenhardt GmbH und ihrer Tochtergesellschaften für 68 Millionen Euro bekannt. Die Unternehmen waren fast gleich groß, zum Beispiel hatte Glaston im Jahr 2017 einen Umsatz von 110 Millionen Euro und Bystronic glass 107 Millionen Euro. Zu den Produkten von Bystronic glass gehörten Produktionslinien für Isolierglas für den Architekturmarkt und Vorbehandlungslinien für Automobil- und Displayglas. Die Transaktion führte zu einer Aktienemission in Höhe von rund 32 Mio. EUR, von denen fast die Hälfte an die größten Aktionäre des Unternehmens ging. Das Angebot war überzeichnet.

### Glaston (2020–)
Im Januar 2020 wurde Glaston umstrukturiert und in drei Geschäftsbereiche unterteilt.
Im August 2021 veröffentlichte das Unternehmen eine aktualisierte Strategie, wobei der geografische Schwerpunkt auf China liegt, wo das Wachstumspotenzial am größten ist. Im November wurde bekannt gegeben, dass Cimec das Glasverarbeitungsgeschäft von Glaston in Deutschland übernimmt. Die deutschen Mitarbeiter waren nicht Teil des Geschäfts, aber die Glaston-Mitarbeiter blieben im Unternehmen. Glaston beabsichtigte, sich auf die Herstellung von Automobilglasmaschinen, Wärmebehandlungsmaschinen und Isolierglasanlagen zu konzentrieren.

## Organisation
Glaston hat drei Geschäftsbereiche:
Glaston Heat Treatment Technologies stellt Wärmebehandlungsmaschinen für das Vorspannen, Biegen, Krümmen und Laminieren von Glas her. Das Segment ist hauptsächlich in Finnland tätig.
Glaston Insulating Glass Technologies konzentriert sich auf die Produktionslinien für Isolierglas, die bei der Verarbeitung von Architekturglas eingesetzt werden. Das Segment ist hauptsächlich in Deutschland tätig.
Glaston Automotive & Display Technologies produziert verschiedene Lösungen für die Verarbeitung von Automobil- und Möbelglas, wie zum Beispiel Glasschneideanlagen und komplette Vorverarbeitungslinien für die Produktion von Automobil-, Hardware- und Displayglas. Das Segment ist hauptsächlich in der Schweiz tätig, in China stellt es Glasvorverarbeitungsanlagen für die Automobilindustrie her.
Im Jahr 2021 machte die Wartung etwa ein Drittel des Gesamtumsatzes aus. Die Wartung umfasst die Basiswartung, den Ersatzteilverkauf und die Modernisierung von Altanlagen.
Glaston hat seinen Hauptsitz in Helsinki und verfügt über Fabriken in Tampere, Neuhausen in Deutschland, Bützberg in der Schweiz und Tianjin in der VR China.

### Eigentümer
Im März 2023 waren die größten Aktionäre von Glaston: Ahlstrom Capital, Hymy Lahtinen Oy, Varma, Ilmarinen und OP-Suomi.

## Produkte und Kunden
Glaston hat Kunden in über 100 Ländern.
Glaston liefert Produkte im Zusammenhang mit intelligenten Glastechnologien an die Automobil-, Solarenergie- und Luft- und Raumfahrtindustrie. So wurde beispielsweise für Heliotrope Technologies in Kalifornien eine integrierte Fertigungslinie entwickelt, um ein Smart-Glass-Produkt auf der Grundlage der Nanotechnologie von Heliotrope herzustellen. Glaston war seit 2015 ein kleiner Anteilseigner von Heliotrope. Im Jahr 2021 stellte das Unternehmen seinen Betrieb ein, und Glaston schrieb seine mit Heliotrope verbundenen Bilanzposten ab.
Glaston verwendet Maschinen und Produktionslinien zur Herstellung von Glas für Anwendungen wie Autos und Gebäude. Die Produkte von Glaston wurden beispielsweise für die Herstellung der Fensterwände der Oodi-Zentralbibliothek in Helsinki verwendet.
Zu den Kunden des Unternehmens gehören Kibing Glass in der Solarenergiebranche, Lippert Components in der Automobilindustrie und Press Glass, das verarbeitetes Glas an die Bauindustrie liefert.